# دهستان گل سفید
دهستان گل سفید نام دهستانی در بخش مرکزی شهرستان لنگرود، استان گیلان در ایران است. بر اساس سرشماری مرکز آمار ایران در سال ۱۳۸۵، جمعیت آن ۵۳۴۷ نفر (۱۷۵۳ خانوار) بوده‌است.